# آلبرت اشتیرن
آلبرت اشتیرن (آلمانی: Albert Stirn؛ زادهٔ ۱۳ سپتامبر ۱۹۰۳ - درگذشته نامشخص) بازیکن فوتبال اهل لوکزامبورگ بود.
وی همچنین در تیم ملی فوتبال لوکزامبورگ بازی کرده‌است.